# Zamenhofia hibernica
Zamenhofia hibernica är en lavart som först beskrevs av P. James & Swinscow, och fick sitt nu gällande namn av Clauzade & Cl. Roux. Zamenhofia hibernica ingår i släktet Zamenhofia och familjen Pertusariaceae.   Inga underarter finns listade i Catalogue of Life.